# Bacteria montana
Bacteria montana är en insektsart som beskrevs av Ludwig Redtenbacher 1908. Bacteria montana ingår i släktet Bacteria och familjen Diapheromeridae. Inga underarter finns listade.